# Famille du Plessis d'Argentré
Pour les articles homonymes, voir Argentré, Plessis (homonymie) et Familles du Plessis.
La famille du Plessis d'Argentré est une famille subsistante de la noblesse française, d'ancienne extraction, originaire de Bretagne. Elle a été maintenue noble en 1668.

## Histoire
La famille du Plessis d'Argentré remonte sa filiation suivie jusqu'en 1425, année où vivaient Bertrand du Plessis, seigneur d'Argentré, et Jean, son frère, à Argentré-du-Plessis (actuel département d'Ille-et-Vilaine).
Alexis du Plessis, seigneur du Plessis-d'Argentré (Ille-et-Vilaine), fut maintenu noble en Bretagne le 5 octobre 1668, doyen en 1709 et président de l'ordre de la noblesse aux États de Bretagne, les 12 décembre 1724 et 13 octobre 1728.
Pierre du Plessis, page de la Grande Écurie du roi le 2 mai 1689, fut mousquetaire et lieutenant au régiment du roi, le 2 mai 1689, et membre de l'ordre de la noblesse aux États de Bretagne en 1740.
Charles Marie Camille du Plessis d'Argentré, né le 5 novembre 1712, mort le 28 décembre 1772, fut colonel d'un régiment de grenadiers à son nom en 1761, puis brigadier des armées du roi le 20 avril 1768. Il était marié le 4 avril 1748 à Jeanne-Marie Gougeon de Launay.
Louis Charles du Plessis d'Argentré, né le 10 juin 1723 et mort le 28 mars 1808, fut évêque de Limoges de 1758 à 1790.
Pierre Marie Alexis du Plessis d'Argentré (1761-1843), fut capitaine au régiment Royal-Lorraine-Cavalerie, gouverneur de Laval[réf. nécessaire], lieutenant du roi à Vitré[réf. nécessaire].
Louis-Joseph du Plessis fut créé marquis héréditaire par lettres patentes du 9 novembre 1819.
La famille du Plessis d'Argentré a été admise à l'ANF en 1936.
De nos jours, plusieurs de ses membres sont implantés politiquement en Ille-et-Vilaine et Mayenne. C'est le cas de Magali d'Argentré (adjointe au maire d'Aron et conseillère départementale) et de Laureline d'Argentré (conseillère municipale de Rennes).

## Personnalités
- Charles du Plessis d'Argentré (1673-1740), évêque de Tulle (1723-1740).
- Jean-Baptiste du Plessis d'Argentré (1720-1808), évêque de Sées (1775-1801).
- Louis Charles du Plessis d'Argentré (1724-1808), évêque de Limoges (1758-1790), député aux États généraux de 1789.
- Pierre Marie Alexis du Plessis d'Argentré (1761-1843), capitaine de cavalerie, gouverneur de Laval[réf. nécessaire] et lieutenant du roi à Vitré[réf. nécessaire]. Conseiller général de la Mayenne en 1815.

## Alliances
Les principales alliances de la famille du Plessis d'Argentré sont : du Bois de Berné (1782), Le Gonidec de Traissan (1807 et 1834), de Robien (1810 et 1837), de Kaërbout (1849), de Polignac (1870), de Boutray (1875), Treton de Vaujuas-Langan (1896), de Montesson (1903), de Chavagnac (1928 et 1934), Villedieu de Torcy (1941), Le Courtois du Manoir, de Seilhac, de Kersauson de Pennendreff (1956), de Coux, de Sèze, Goullet de Rugy (1966), Quentin de Coupigny, Brejon de Lavergnée, de Kerautem (1971, 1976), de Vanssay (1973), Boullier de Branche, Le Moniès de Sagazan, de Menou.

## Châteaux et demeures
- Hôtel du Plessis d'Argentré, à Laval
- Palais d'Argentré, à Sées
- Château de la Bermondière, à Saint-Julien-du-Terroux

## Titres
- Marquis par lettres patentes de 1819[1].

## Armes
- De gueules à dix billettes d'or posées 4, 3, 2, 1[réf. nécessaire]

## Postérité
- À Sées : rue d'Argentré